# Joubert Araújo Martins
Joubert Araújo Martins (vzdevek Beto), brazilski nogometaš, * 7. januar 1975, Cuiabá, Brazilija.
Za brazilsko reprezentanco je odigral 13 uradnih tekem in dosegel dva gola.